# Марсело Филипини
Марсело Филипини (на испански: Marcelo Filippini) е уругвайски тенисист. 

## Биография
Марсело Филипини е роден на 4 август 1967 г. в Монтевидео, Уругвай. 

## Кариера
Най-доброто представяне на Филипини на турнир от Големия шлем е на Откритото първенство на Франция през 1999 г. От квалификант без пропуснат сет достига до четвъртфинал, побеждава Лорънс Тилеман, Мартин Дам, Винс Спадея и Грег Руседски, губи от Андре Агаси. Филипини достига четвъртфинал на Мастърса в Рим през 1993 г.
През 1996 г. Филипини участва в най-дългия гейм в историята на ATP тур в Казабланка, при резултат 6–2, 6–3 в първия кръг срещу Алберто Берасатеги. Геймът продължава 28 минути (24–22 точки за Берасатеги).
От 1998 до 2000 г. Филипини е вицепрезидент на Съвета на играчите на ATP. След като завършва кариерата си на играч, работи като треньор. Тренира Мариано Сабалета, който под негово ръководство достига четвъртфинал на Откритото първенство на САЩ и се изкачва в класацията от 107-о до 30-о място, тренира и Хуан Мартин дел Потро. Марсело Филипини е бил капитан на Уругвай за Купа Дейвис.

## Кариерна статистика

### ATP финали (5 титли; 10 финала)
|        | П–З | Година | Турнир                 | Клас           | Настилка | Опонент             | Резултат           |
| ------ | --- | ------ | ---------------------- | -------------- | -------- | ------------------- | ------------------ |
| Победа | 1–0 | 1988   | Швеция Оупън           | Гран При       | Клей     | Франческо Канчелоти | 2–6, 6–4, 6–4      |
| Загуба | 1–1 | 1988   | Хипо Груп Интернешънъл | Гран При       | Клей     | Томас Мустер        | 6–2, 1–6, 5–7      |
| Победа | 2–1 | 1989   | Прага Оупън            | Гран при       | Клей     | Хорст Скоф          | 7–5, 7–6(7–4)      |
| Загуба | 2–2 | 1990   | ATP Итапарика          | Световни серии | Твърда   | Матс Виландер       | 1–6, 2–6           |
| Загуба | 2–3 | 1991   | Мадрид Гран При        | Световни серии | Клей     | Жорди Арезе         | 2–6, 4–6           |
| Победа | 3–3 | 1994   | Флоренция Оупън        | Световни серии | Клей     | Ричард Фромберг     | 3–6, 6–3, 6–3      |
| Загуба | 3–4 | 1995   | Болоня Аутдор          | Световни серии | Клей     | Марсело Риос        | 2–6, 4–6           |
| Загуба | 3–5 | 1996   | Бермуда Оупън          | Световни серии | Клей     | Маливай Уошингтън   | 7–6(8–6), 4–6, 5–7 |
| Победа | 4–5 | 1997   | Веризон Чалъндж        | Световни серии | Клей     | Джейсън Столтенберг | 7–6(7–2), 6–4      |
| Победа | 5–5 | 1997   | Хипо Груп Интернешънъл | Световни серии | Клей     | Патрик Рафтър       | 7–6(7–2), 6–2      |